# Years and Years
Years and Years é uma série de televisão dramática produzida em cooperação entre a BBC e HBO. Começou a ser transmitida na BBC One no Reino Unido em 14 de maio de 2019 e na HBO em 24 de junho de 2019.
A série foi criada e escrita por Russell T Davies, e estrelada por Emma Thompson como Vivienne Rook, uma celebridade que ingressa na política e cujas opiniões controversas dividem a nação, ao lado de Rory Kinnear, Russell Tovey, Jessica Hynes, Ruth Madeley e Anne Reid como a família Lyons.

## Enredo
A minissérie em seis partes segue a família britânica Lyons em Manchester: Daniel vai se casar com Ralph, Stephen e Celeste se preocupam com seus filhos, Rosie está procurando um novo parceiro, e Edith está envolvida em uma causa humanitária. Presidindo a todos eles está Gran, a imperiosa Muriel. Todas as suas vidas convergem em uma noite crucial em 2019, e a história se acelera no futuro, seguindo as vidas e os amores dos Lyons pelos 15 anos, seguintes, enquanto a Grã-Bretanha é abalada por avanços políticos, econômicos e tecnológicos instáveis

## Elenco e personagens
- Emma Thompson como Vivienne Rook MP, uma empresária carismática e controversa que virou política.
- Rory Kinnear como Stephen Lyons, um consultor financeiro, que mora em Londres com sua esposa, Celeste, e suas duas filhas, Bethany e Ruby.
- T'Nia Miller como Celeste Bisme-Lyons, contadora e esposa de Stephen.
- Russell Tovey como Daniel Lyons, um oficial de imigração situada em Manchester.
- Jessica Hynes como Edith Lyons, ativista política.
- Ruth Madeley como Rosie Lyons, a mais jovem dos irmãos Lyons, que tem espinha bífida . Ela é uma mãe solteira, tem dois filhos, Lee e Lincoln, e trabalha em um refeitório da escola.
- Anne Reid como Muriel Deacon, a avó dos irmãos Lyons.
- Dino Fetscher como Ralph Cousins, ex-marido de Daniel, que é professor de escola primária.
- Lydia West como Bethany Bisme-Lyons, filha mais velha de Stephen e Celeste.
- Jade Alleyne como Ruby Bisme-Lyons, filha mais nova de Stephen e Celeste.
- Maxim Baldry como Viktor Goraya, um refugiado ucraniano, que desenvolve um relacionamento romântico com Daniel.

## Produção

### Desenvolvimento
Em junho de 2018, a BBC anunciou que Russell T Davies escreveria Years and Years, que foi descrito como "um drama épico que segue uma família com mais de 15 anos de avanços políticos, econômicos e tecnológicos instáveis". Russell disse já ter o objetivo de desenvolver a série há pelo menos duas décadas.
Em outubro de 2018, foi anunciado que Emma Thompson havia se juntado ao elenco como Vivienne Rook ao lado de Rory Kinnear, T'Nia Miller, Russell Tovey, Jéssica Hynes, Lydia West, Ruth Madeley e Anne Reid . Years and Years foi lançado por Andy Prior. Também foi anunciado que a série seria dirigida por Simon Cellan Jones .
A série começou a ser filmada em Manchester em outubro de 2018. Locais incluíram Trafford Park para o campo de refugiados e Altcar Training Camp, Liverpool em "Erstwhile".

## Episódios

### 1.ª Temporada
| N.º | Título      | Dirigido por       | Escrito por      | Exibição original   | Audiência (milhões) |
| --- | ----------- | ------------------ | ---------------- | ------------------- | ------------------- |
| 1   | "Episode 1" | Simon Cellan Jones | Russell T Davies | 14 de maio de 2019  | 4.26                |
| 2   | "Episode 2" | Simon Cellan Jones | Russell T Davies | 21 de maio de 2019  | 2.297               |
| 3   | "Episode 3" | Simon Cellan Jones | Russell T Davies | 28 de maio de 2019  | 1.29                |
| 4   | "Episode 4" | Simon Cellan Jones | Russell T Davies | 4 de junho de 2019  | 2.173               |
| 5   | "Episode 5" | Lisa Mulcahy       | Russell T Davies | 11 de junho de 2019 | 2.239               |
| 6   | "Episode 6" | Lisa Mulcahy       | Russell T Davies | 18 de junho de 2019 | 2.611               |

## Transmissão
A série foi transmitida pela BBC One no Reino Unido, BBC First na Holanda e Bélgica, HBO nos EUA, Brasil, México, Polônia e Espanha, e Canal + na França.

## Recepção

### Recepção da critica
No site de agregadores de revisão Rotten Tomatoes, a série detém uma taxa de aprovação de 89% com base em 53 críticas e 90% em 51 revisões do público. O consenso crítico do site diz: "Years and Years critica severamente o presente com uma projeção niilista do futuro, aliviando a sátira devastadora com um senso de humor e personagens que são fáceis de serem investidos". No Metacritic, a série tem uma pontuação média ponderada de 77 em 100, com base em 20 críticos, indicando "revisões geralmente favoráveis".